# Armada de los Estados Confederados
La Armada de los Estados Confederados (CSN) fue la división naval de los Estados Confederados de América, creado por decreto del Congreso confederado el 21 de febrero de 1861. Fue responsable de las operaciones navales de los confederados durante la guerra de Secesión. Las dos tareas principales de la Armada confederada durante la totalidad de su existencia fue la protección de los puertos y costas de la invasión exterior, y la captura de buques de guerra de la Unión durante la guerra civil estadounidense.

## Historia
La Armada confederada no podía igualar en capacidades a la armada de la Unión y su grado de innovación tecnológica, por ejemplo, acorazados, submarinos, torpederos y minas navales. En febrero de 1861, la Armada confederada tenía treinta barcos, de los que sólo catorce estaban en condiciones de navegar, mientras que la flota de la Unión tenía noventa buques. La Armada de los Estados Confederados con el tiempo creció a 101 buques para acompañar el aumento de los conflictos de guerra y las amenazas del enemigo.
El 20 de abril de 1861, la Unión tomó las instalaciones del astillero Gosport Navy Yardy, como resultado, la Confederación quedó con un déficit de materiales de guerra y repuestos. La confederación ganó en el sur diques secos y astilleros, muy necesarios para construir nuevos buques de guerra. El primero en ser terminado fue una fragata llamada USS Merrimack.
Fue idea del secretario de la Marina Stephen Mallory  aumentar parcialmente el blindaje de la fragata Merrimack recién reconstruida con tablones de roble y dos tracas de plancha de hierro pesado en su obra muerta, convirtiéndolo en un nuevo tipo de barco de guerra: un vapor «acorazado». El nuevo buque fue bautizado CSS Virginia y más tarde combatió con el nuevo acorazado de la Unión, el USS Monitor En el primer día el Virginia fue agresivamente atacado y casi rompe el bloqueo marítimo impuesto por la Armada de la Unión, lo que demuestra la eficacia del buque de guerra acorazado.

## Creación
El decreto del Congreso de la Confederación, que creó la Armada confederada el 21 de febrero de 1861, también nombró a Stephen Mallory como secretario del Departamento de la Armada. Mallory fue un abogado del ministerio de marina en su estado natal en la Florida y había servido durante un tiempo como presidente de la Comisión de Asuntos Navales cuando era senador de los Estados Unidos.
El Departamento de la Armada había erigido un polvorín, que suministra toda la pólvora para la naciente armada, dos motores, calderas y talleres mecánicos, y cinco talleres de municiones. Se ha establecido un lote de dieciocho metros para la construcción de buques de guerra. De los buques no férreos y convertidos a los buques blindados de guerra, había 44. El departamento ha construido y terminado como buques de guerra 12; parcialmente construido y destruido para salvar del enemigo, 10, ahora en construcción, 9; buques acorazados ahora en comisión, 12; completado y destruido o perdido por la captura, 4; en curso de la construcción y en diversas etapas de adelanto, 23.
Además de los buques incluidos en el informe de la comisión, la Armada también tenía una batería flotante acorazada, un ariete de casamata donado por el estado de Alabama, y numerosos corsarios para hacer combatir a los buques mercantes de la Unión.

### Enseñas y otras banderas navales
La práctica de utilizar banderas navales primaria y secundaria siguiendo la tradición británica fue una práctica común para la Confederación. La incipiente Armada confederada había adoptado formatos detallados del pabellón y las regulaciones en el uso de insignias de combate, así como insignias, banderines de la puesta en marcha, la designación y las banderas de señales a bordo de sus buques de guerra. Los cambios en estas regulaciones se hicieron en 1863.

### Buques corsarios
El 17 de abril de 1861, el presidente de los Estados Confederados Jefferson Davis puso a la venta patentes de corso y represalia concedidas bajo el sello de los Estados Confederados, contra los buques y los bienes de los Estados Unidos y sus ciudadanos:
El presidente Davis no estaba seguro de que su ejecutivo le autorizara a emitir patentes de corso por lo que convocó una sesión extraordinaria de sesiones del Congreso el 29 de abril para autorizar oficialmente la contratación de corsarios en el nombre de los Estados Condeferados. El 6 de mayo, el Congreso de la Confederación pasó «Un acto de reconocer la existencia de la guerra entre Estados Unidos y los Estados Confederados, y cartas relativas a patentes de corso, premios, productos premio». Luego, el 14 de mayo de 1861, «una ley que regula la venta de los premios y su distribución», también fue aprobada. Ambos actos concedió al presidente el poder para expedir patentes de corso y los reglamentos detallados sobre las condiciones en que las cartas de marca deben ser concedidas a los buques privados, la conducta y el comportamiento de los oficiales y tripulaciones de estos buques, y la eliminación de dichos premios se por los equipos de corsario. La forma en que los corsarios confederados operados en general similares a los de corsarios de los Estados Unidos o de Europa.
El 1856, la Declaración de París dejaba fuera de la ley de corso a los buques de naciones tales como Gran Bretaña y Francia, pero los Estados Unidos no habían firmado ni aprobado la declaración. Por lo tanto, el corso era constitucionalmente legal, tanto en el Reino Unido y los Estados Confederados, así como Portugal, Rusia, el Imperio otomano y Alemania. Sin embargo, los Estados Unidos no reconocían a los Estados Confederados como nación y se negaba por tanto la legitimidad de cualquier patente de corso expedida por su Gobierno. El presidente de la Unión Abraham Lincoln declaró que todos los medicamentos con destino al sur sería declarado contrabando, y que cualquier corsario confederado capturado fuera a la horca como pirata. En última instancia, nadie fue ahorcado por el corso, porque el Gobierno confederado amenazó con tomar represalias en contra de los prisioneros de guerra.
Inicialmente, los corsarios confederados operaron principalmente desde Nueva Orleans, pero la actividad se concentró luego en el Atlántico ya que la Armada de la Unión comenzó a expandir sus operaciones. Los corsarios confederados acosaron a los buques mercantes de la Unión y se hundieron varios buques de guerra, aunque fueron incapaces de aliviar el bloqueo a los puertos del Sur y su economía.

## Buques

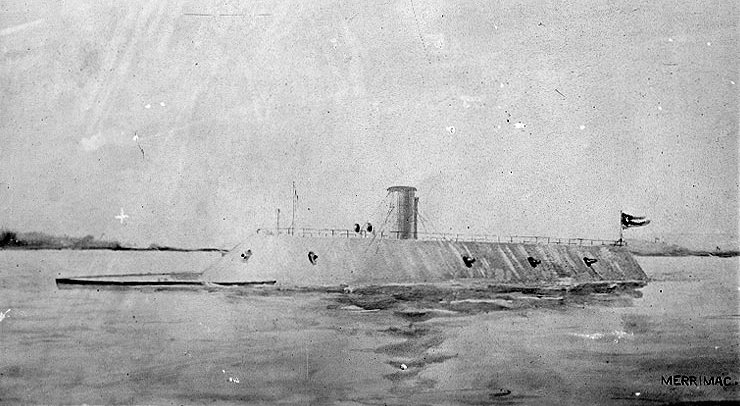
CSS Virginia

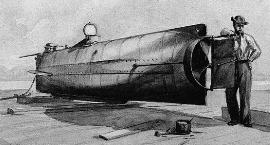
Dibujo del Hunley.

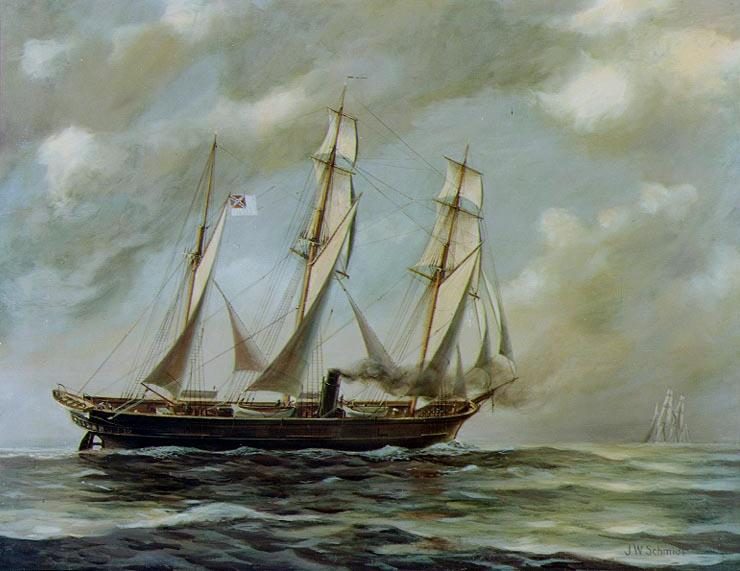
CSS Alabama, buque de la Armada de los Estados Confederados

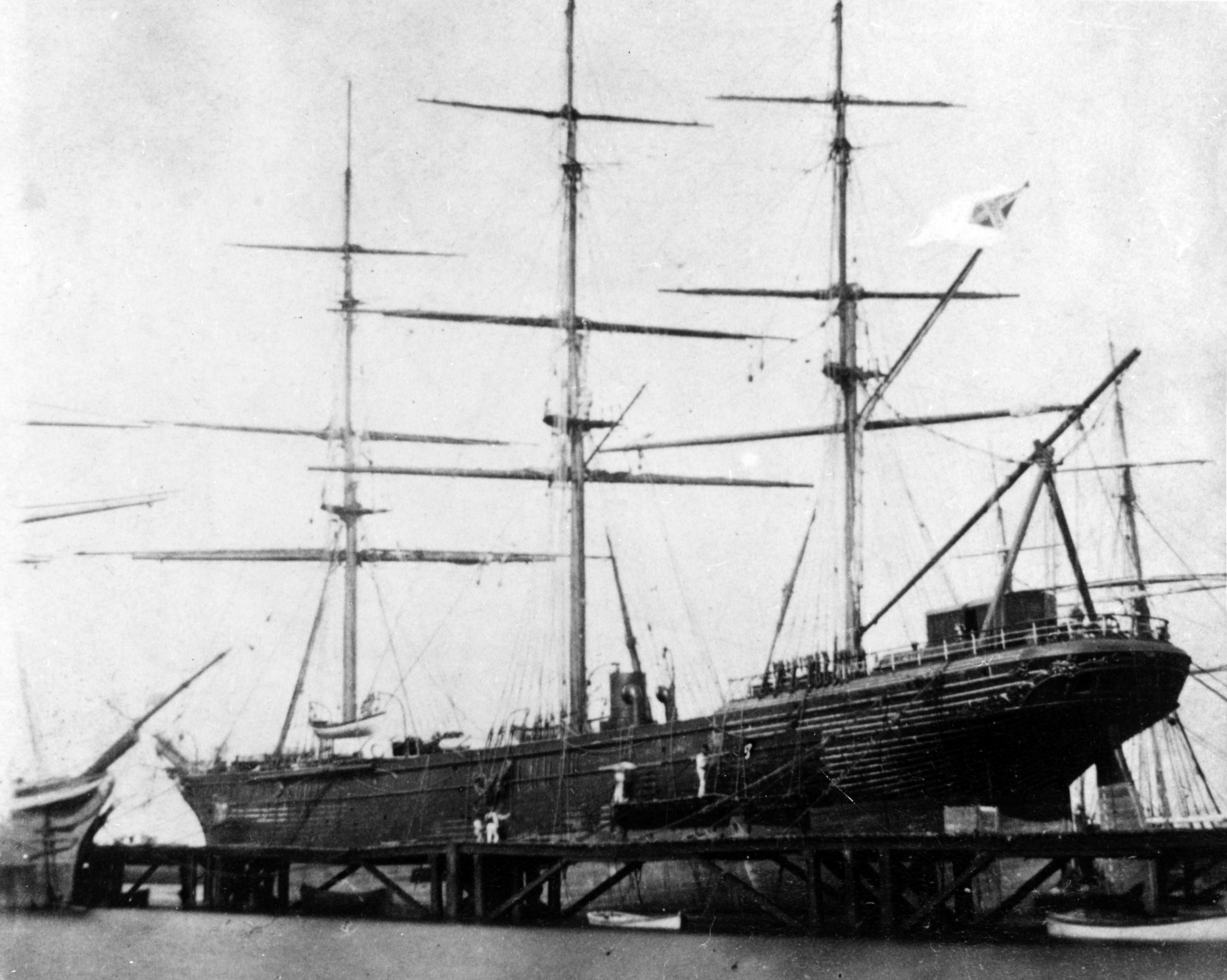
CSS Shenandoah

Uno de los buques de guerra más conocidos fue el Virginia, anteriormente una balandra de guerra conocida como USS Merrimack (1855). En 1862, después de haber sido convertido en un buque blindado, luchó contra el USS Monitor en la batalla de Hampton Roads, un evento que llegó a simbolizar el fin de la dominación de las grandes buques de guerra de madera de vela y el comienzo de la edad de hierro y el buque de guerra acorazado.
Los confederados también construyeron submarinos, entre los pocos que se construyeron tras el primitivo Tortuga de la época de la guerra revolucionaria estadounidense. Pero de estos, el Pioneer y Bayou St. John nunca participaron en combate. Sin embargo, el Hunley, construido en Nueva Orleans como corsario por Horacio Hunley, más tarde quedó bajo el control de la Ejército de la confederación en Charleston, tripulada por personal de la Armada confederada. Fue el primer submarino para hundir un buque enemigo en un enfrentamiento en tiempo de guerra. El Hunley se hundió por razones desconocidas poco tiempo después de su ataque exitoso contra la balandra de guerra USS Housatonic.
Los buques contra el tráfico comercial, también fueron utilizados con gran éxito para interrumpir el tráfico mercante de la unión. El más famoso, fue el balandro de guerra con propulsión por máquina de vapor y hélice CSS Alabama, un buque de guerra construido en secreto por la confederación en el Noroeste de Inglaterra. Fue botado con el nombre de Enrica, pero fue reasignado poco después, cerca de las Azores, cuando comenzó su carrera contra el tráfico comercial. El similar CSS Shenandoah, efectuó el último disparo de la guerra civil estadounidense a finales de junio de 1865, aunque no se rindió hasta comienzos de noviembre de 1865, cinco meses después del final de la contienda.
Durante la época de la guerra de Independencia de los Estados Unidos hubo una fragata conocida como USS Confederacy, que no estuvo relacionada con la Armada de la confederación. Hubo, sin embargo, un buque de esta armada el USS United States lo estuvo entre 1861-1862, cuando fue capturado y utilizada por la Armada confederada.

## Organización
Entre el comienzo de la guerra y el final de 1861, 373 oficiales y suboficiales, suboficiales, guardiamarinas y habían renunciado o sido expulsados de la Armada de los Estados Unidos y habían pasado a servir a la confederación. La reunión provisional del Congreso en Montgomery aceptado estos hombres en la Armada de la confederación en su rango de edad. Para adaptarse a ellos, inicialmente previsto para un cuerpo de oficiales que constan de cuatro capitanes, comandantes de cuatro, 30 tenientes, y varios otros oficiales sin línea. El 21 de abril de 1862, el Primer Congreso amplió esta a cuatro almirantes, diez capitanes, 31 comandantes, 100 primeros tenientes, 25 subtenientes, y 20 de maestría en línea de promoción, además, había de ser de 12 pagadores, 40 pagadores auxiliares, 22 cirujanos, 15 cirujanos asistentes pasado, 30 asistentes de cirujano, un ingeniero en jefe, y 12 ingenieros. La ley preveía también la promoción en el mérito: Todos los almirantes, cuatro de los capitanes, cinco de los comandantes, veinte y dos de los tenientes En primer lugar, y cinco de los segundos tenientes, serán nombrados exclusivamente por la conducta valiente y meritorio durante la guerra.

### Administración
El 20 de julio de 1861, el gobierno confederado había organizado las posiciones administrativas de la Armada de la Confederación de la siguiente manera:
- Stephen Mallory R. - El secretario de la Armada
- Comodoro Samuel Barron - Jefe de la Oficina del Orden y de Detalle
- Comandante George Menor - Jefe de Artillería e Hidrografía
- Pagador Juan DeBree - Jefe de provisiones y ropa
- Surg. W. AW de Spottswood - Oficina de Medicina y Cirugía
- Edward M. Tidball - Oficial mayor

## Rangos e insignias
| Ubicación de Insignias | Almirante | Capitán | Comandante | Teniente | Master | Passed Midshipman | Guardia marina |
| ---------------------- | --------- | ------- | ---------- | -------- | ------ | ----------------- | -------------- |
| Mangas                 |           |         |            |          |        |                   |                |
| Hombreras              |           |         |            |          |        |                   | (Ninguna)      |
| Gorras                 |           |         |            |          |        |                   |                |